# Garland Greene
Garland "The Marietta Mangler" Greene es un personaje de la película Con Air (1997), escrita por Scott Rosenberg y producida por Jerry Bruckheimer. Es interpretado por el actor Steve Buscemi.
En el film, Garland Greene es un mítico convicto proveniente de Ohio, conocido por ser un frío asesino, que es trasladado en avión junto a otros convictos a una prisión de máxima seguridad. Entra en escena en la primera parada del avión después del despegue inicial.
A pesar de no ser un personaje central en la trama, Garland Greene es uno de los más memorables, por su profunda ironía y su parecido con Hannibal Lecter (protagonizado por Anthony Hopkins) en algunas características de su personalidad, y la máscara que utiliza en su primera aparición que recuerda a Hannibal.
El guionista Scott Rosenberg, muestra a Garland Greene irónico de principio a fin; como su grandioso transporte hacia el avión, donde lo muestra como terrorífico y en su desenlace resulta ser inofensivo y hasta simpático; o el encuentro con la niña, donde todo hace parecer algo que resulta ser lo contrario. 
A pesar de no conseguir alabadoras críticas como película, este personaje interpretado por Steve Buscemi es recordado por escenas como el encuentro con la niña en el "Parque Lerner" o su definición de "ironía" con la canción Sweet Home Alabama (Lynyrd Skynyrd) de fondo.

## Frases memorables
- "¿Si te digo que locura es trabajar 50 horas a la semana en alguna oficina durante 50 años para que al final te despidan; terminando en un asilo esperando morir antes de sufrir la humillación de tratar de llegar al baño a tiempo? ¿No considerarías que eso es locura?"...

- "Recuerdo una niña... recorrí tres estados usando su cabeza como sombrero.".

- "No hay medicina para lo que tengo".

- Sonando "Sweet Home Alabama" de fondo: "Define ironía: un montón de idiotas bailando dentro de un avión, una canción que se hizo famosa por una banda que murió en un avión que cayó".